# Anacroneuria camposi
Anacroneuria camposi is een steenvlieg uit de familie borstelsteenvliegen (Perlidae). De wetenschappelijke naam van de soort is voor het eerst geldig gepubliceerd in 1920 door Banks.